# 奥迪S1
奥迪S1（英語：Audi S1）是由奥迪推出的一款掀背紧凑型轿车，是奥迪旗下的S系列车型中最小的一款，为奥迪A1的高性能版，最初在2014年的日内瓦车展中展出，并于2014年夏季上市，分为三门与五门款式，标配有quattro四驱系统。

## 引用
1. ↑  EngageSportMode. . EngageSportMode. 2014-09-16  [2023-01-05]. （原始内容存档于2023-01-05） （英语）.
2. ↑  Niepraschk, Michael. . Magazin. 1970-01-01  [2023-01-05]. （原始内容存档于2023-01-05） （de-DE）.
3. ↑  . Asphalte.ch. 2014-02-12  [2023-01-05]. （原始内容存档于2023-01-05） （美国英语）.